# 4954 Eric
4954 Eric là mộtn tiểu hành tinh Amor được phát hiện bởi Brian P. Roman. Nó được đặt theo tên con trai của người khám phá ra nó, Eric Roman.